# Ferruccio Vignoli
Ferruccio Vignoli (Bologna, 1906 – Torino, 11 gennaio 1997) è stato un militare e aviatore italiano, asso dell'aviazione italiana durante la seconda guerra mondiale con cinque abbattimenti certi, cinque in collaborazione e il danneggiamento di ulteriori quattro velivoli nemici. Decorato con una Medaglia d'argento, due di bronzo e due Croci di guerra al valor militare.

## Biografia

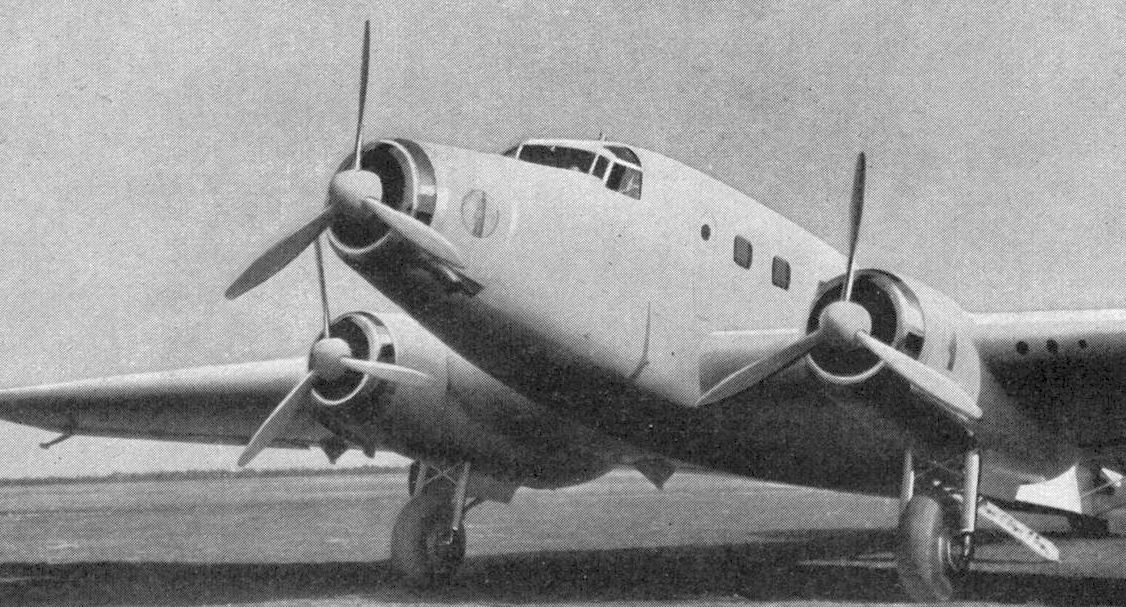
Vista frontale di un aereo da trasporto Savoia-Marchetti S.M.75.

Nacque a Bologna nel 1906. Appassionatosi al mondo dell'aviazione conseguì il brevetto di pilota nel corso del 1924.  Arruolatosi nella Regia Aeronautica nel 1925, dopo la visita attitudinale presso l'Istituto Medico di Firenze ed una sosta alla caserma Cavour di Roma, entrò alla Scuola Allievi Piloti Militari della Breda di Cinisello Balsamo. Qui divenne pilota militare nell'autunno del 1926, conseguendo il brevetto volando a bordo di un biplano Ansaldo SVA. Al termine del periodo di addestramento fu assegnato in servizio dapprima al 21º Stormo Ricognizione Aerea, e poi alla 22ª Squadriglia Bombardamento Diurno.  Nel 1935 partì per la guerra d'Etiopia, prestando servizio presso la 8ª e 9ª Squadriglia del XXV Gruppo, 7º Stormo dell'Aviazione dell'Africa Orientale. Volando sui bombardieri Caproni Ca.101bis compie numerose missioni di supporto tattico e logistico in Somalia. 
Ritornato in Patria, decorato con due Croci di guerra al valor militare, nel corso del 1937 fece la controfigura aeronautica dell'attore Amedeo Nazzari nel film Luciano Serra pilota. Il film aveva come regista Goffredo Alessandrini ed egli collaborò alla sceneggiatura di Roberto Rossellini per la parte aviatoria del film.
Nel 1938 partì per combattere volontario nella guerra civile spagnola in forza alla 18ª Squadriglia del 27º Gruppo dell'Aviazione Legionaria, equipaggiata con i bombardieri Savoia-Marchetti S.79 Sparviero. Dopo la fine del conflitto rientrò in Italia, decorato con una prima Medaglia di bronzo al valor militare, per partecipare all'occupazione dell'Albania. Suo fu il primo aereo italiano ad atterrare sull'aeroporto di Tirana. Divenuto pilota collaudatore a Guidonia, alle ore 5.02 del 30 luglio 1939 decollò a bordo di un trimotore da trasporto Savoia-Marchetti S.M.75PD (matricola I-TALO), stabilendo, insieme al tenente colonnello Angelo Tondi, al capitano Roberto Dagasso ed al motorista Aldo Stagliani, il record mondiale di distanza, su circuito chiuso, classe C, percorrendo 12.935,770 km, alla media di 226,195 km/h. L'aereo atterrò sullo stesso aeroporto il 1º agosto successivo. Per questa impresa fu insignito della Medaglia d’argento al valore aeronautico.
Dopo l'entrata in guerra del Regno d'Italia, avvenuta il 10 giugno 1940, partecipò al primo bombardamento a grande raggio sulla rocca di Gibilterra (Guidonia-Gibilterra-Alicante-Guidonia) compiuti da velivoli Savoia-Marchetti S.M.82 Marsupiale, avvenuto il 17 luglio, per cui fu decorato con una seconda Medaglia di bronzo al valor militare.
Nel 1941, durante le riprese del film Un pilota ritorna fece la controfigura dell'attore Massimo Girotti, e durante le riprese aeree a Guidonia pilotò un caccia Hawker Hurricane, catturato dalla Regia Aeronautica a Mostar, in Jugoslavia. 
Nel corso di quello stesso anno passò in servizio presso la 151ª Squadriglia, 20º Gruppo del 51º Stormo Caccia Terrestre, partecipando alla campagna contro l'isola di Malta. Volando su un caccia Aermacchi C.202 Folgore abbatté tre Supermarine Spitfire. 
Assegnato nuovamente al Centro Sperimentale di Guidonia, nel 1943 conseguì l'abilitazione di pilota collaudatore e assunse tale incarico presso la Piaggio dove collaudò varie versioni del quadrimotore da bombardamento Piaggio P.108 e dei velivoli CANT Z.
Dopo la proclamazione dell'armistizio dell'8 settembre 1943 rispose all'appello lanciato dal colonnello Ernesto Botto, e aderì alla Repubblica Sociale Italiana. Arruolatosi nell'A.N.R., verso la fine dell'anno entrò in servizio nel 2º Gruppo caccia "Gigi Tre Osei", partecipando fino alla fine della guerra a varie missioni di combattimento sul Nord Italia volando su velivoli Aermacchi C.202, Aermacchi C.205 Veltro, e Messerschmitt Bf 109G. Con l'abbattimento di un caccia Republic P-47 Thunderbolt, e di un bombardiere Martin B-26 Marauder conseguì la qualifica di asso dell'aviazione.
Nel dopoguerra continuò la sua attività di pilota collaudatore con il velivolo STOL dell'Aeronautica Umbra e l'Alaparma 75 Baldo. Dopo aver lavorato come istruttore a Bologna e Lugo di Romagna, nel 1954 fu chiamato dal presidente dell'Aero Club di Torino, Gianni Agnelli, a ricoprire l'incarico di Capo pilota istruttore. Trasferitosi a Torino continuò a svolgere anche l'attività di collaudatore, volando sull'anfibio Nardi FN.333 Riviera, gli alianti Morelli M-100 e M-200, e di un autogiro derivato dal Bensen B7M, primo del suo genere a volare in Italia,  e gli sperimentali Evans VP-1 e VP-2.  Nel 1955 fu insignio della Medaglia d'argento al valor militare.
Con l'Alaparma 75 Baldo fu vincitore, insieme ad Alfredo Adorni, della Mille Miglia Aerea, categoria aerei da turismo con motore di 3.500 cc di cilindrata, svoltasi a Bari il 23 settembre 1951.
Rimase in attività fino al 1991, quando rimasto vittima di un grave incidente di volo all'età di 85 anni, abbandonò l'attività di pilota istruttore. Aveva al suo attivo 23.000 ore di volo. Si spense a Torino l'11 gennaio 1997. Una via di Guidonia Montecelio porta il suo nome.

### Annotazioni
1. ↑  Sotto la guida del maresciallo Todi aveva compiuto i primi voli su di un Aviatik residuato bellico, e a bordo di uno di essi abbe un incidente, capottando in fase di atterraggio, senza alcuna conseguenza fisica.
2. ↑  Inoltre gli vennero attribuiti in collaborazione altri cinque abbattimenti: 1 Supermarine Spitfire, 2 Republic P-47 Thunderbolt, 1 North American P-51 Mustang, 1 Curtiss P-40 Hawk, e il danneggiamento di ulteriori 3 aerei, 1 Boeing B-17 Flying Fortress, 1 Consolidated B-24 Liberator, 1 North American B-25 Mitchell.
3. ↑  Realizzati dai fratelli Alberto e Pietro Morelli.
4. ↑  I due volarono appunto per 1.000 miglia alla media di 178,623 km/h.

### Fonti
1. ↑  Mancini 1936, p. 470.
2. 1 2 3 4 5  Aeromedia.
3. ↑  Gariglio 2019, p. 19.
4. 1 2 3 4 5 6 7 8 9 10 11 12 13 14 15  Aero Club d'Italia.
5. ↑  L'Ala d'Italia n.15, 1-15 agosto 1939, p. 2.
6. ↑  L'Ala d'Italia n.15, 1-15 agosto 1939, p. 3.
7. ↑  Aviastore.
8. ↑  Gruppo Amici Velivoli Storici.
9. ↑  Ambrosini S.7.